# Баррьяк-ле-Боске
Баррья́к-ле-Боске́ (фр. Barriac-les-Bosquets, окс. Barriac les Bosquets) — коммуна во Франции, находится в регионе Овернь. Департамент — Канталь. Входит в состав кантона Пло. Округ коммуны — Морьяк.
Код INSEE коммуны — 15018.
Коммуна расположена приблизительно в 420 км к югу от Парижа, в 100 км юго-западнее Клермон-Феррана, в 29 км к северо-западу от Орийака.

## Население
Население коммуны на 2008 год составляло 167 человек.
| 1962 | 1968 | 1975 | 1982 | 1990 | 1999 | 2008 |
| ---- | ---- | ---- | ---- | ---- | ---- | ---- |
| 223  | 269  | 228  | 180  | 180  | 187  | 167  |

## Экономика

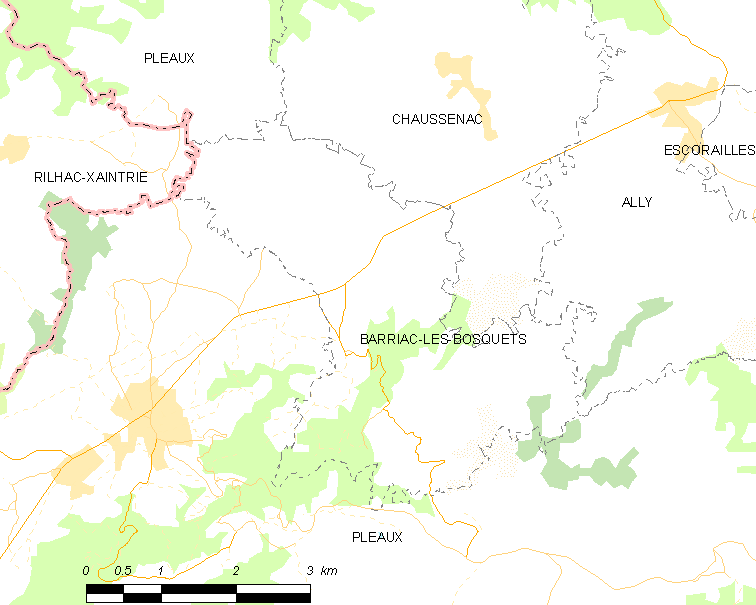
Карта коммуны

В 2007 году среди 95 человек в трудоспособном возрасте (15—64 лет) 65 были экономически активными, 30 — неактивными (показатель активности — 68,4 %, в 1999 году было 65,3 %). Из 65 активных работали 60 человек (35 мужчин и 25 женщин), безработных было 5 (1 мужчина и 4 женщины). Среди 30 неактивных 5 человек были учениками или студентами, 12 — пенсионерами, 13 были неактивными по другим причинам.

## Достопримечательности
- Церковь Сен-Мартен (XII век). Памятник истории с 1927 года[3]